# Raúl Hernández Garrido
Raúl Hernández Garrido (Madrid, España, 1964) es un escritor, dramaturgo y realizador español. Es licenciado en Ciencias Físicas, titulado en Realización de Imagen y Sonido por el IORTV (Instituto Oficial de Radio y Televisión) y en Dirección Escénica por la RESAD. Se ha dedicado a la docencia, habiendo sido profesor de guion y realización en la Universidad Francisco de Vitoria en la ciudad de Madrid y de guion y dirección en el Instituto de RTVE. Es académico de la Academia de las Artes Escénicas de España.

## Biografía
Raúl Hernández Garrido es escritor y uno de los exponentes de la dramaturgia española actual. A su faceta de autor teatral hay que añadir su obra narrativa, que comprende la novela Abrieron las ventanas (Premio Irreverentes de Novela 2009) y varios relatos, publicados en diversos medios y antologías.
Es también guionista y director de cine y realizador de televisión. Entre sus trabajos para medios audiovisuales destacan los largometrajes Escuadra hacia la muerte, basado en la obra de teatro de Alfonso Sastre (2006), el film Antes de morir piensa en mí (2009), inspirado en su texto teatral Los engranajes y los documentales 24 horas en la vida de Querejeta y José Luis Gómez: La máscara y la palabra, dentro de la serie documental Imprescindibles de TVE, Premio Nacional de Televisión 2019.
En 2015 fue profesor invitado en la University of Southern Indiana, donde impartió Teatro español contemporáneo y Cine español y latinoamericano, estrenando como director su texto All Who Are Left, traducción al inglés de Todos los que quedan, según la versión de David Hitchcock.
Pertenece a la primera generación de autores españoles que, siendo jóvenes adolescentes cuando terminó el franquismo y se inició la Transición española hacia la democracia, empezaron a escribir en un entorno cultural favorable y se formaron de la mano de maestros autores y directores como Marco Antonio de la Parra, José Sanchis Sinisterra, Fermín Cabal, José Luis Alonso de Santos o Ernesto Caballero.
En 1993, junto a los dramaturgos José Ramón Fernández, Luis Miguel González Cruz y Juan Mayorga, funda el Teatro del Astillero, del cual sigue siendo miembro activo. Su trayectoria dramática se incluye en lo que se ha llegado a denominar «generación española de los 90», que cuenta con autores nacidos en los años 1960 a los que les une más, como ellos mismos reconocen, el hecho de haber vivido un mismo momento histórico que un estilo homogéneo de escritura dramática.
En la actualidad funda el grupo de autores teatrales El colectivo del texto, y mantiene la revista-blog Ovejas muertas.

## Reconocimientos y premios
- Premio Francisco Nieva 2022 a "el libro de Daniel" concedido por el Centro Dramático Rural (Mira, Cuenca).
- Premio Francisco Nieva 2016 con Cardenio y el soldado concedido por el Centro Dramático Rural (Mira, Cuenca).
- Premio EURODRAM Playwriting/Traslating 2015 a Te mandaré una carta, con traducción al italiano de Marta Graziani.
- Selección de El procedimiento (!!!) en el programa CIMIENTOS 2014 del IATI THEATER / Todo Vanguardia (Nueva York, 2014).
- Premio a la mejor dramaturgia en el XVIII Certamen de Teatro Universitario de la UCM, por  Escuadra hacia la muerte, texto original de Alfonso Sastre. Producido por El barracón y dirigido por César Gil (2013).[10]
- Premio La Jarra Azul con El procedimiento (2013).
- Mención especial en el Premio Internacional de Ensayo Teatral por el ensayo Incoherencia de la trama y contradicción del personaje (notas relativístico-cuánticas para una dramaturgia posclásica) (2011).
- Mejor obra a Engranajes, Teatro de la Universidad Autónoma del Caribe Director Javier Saltarín (XIII Festival Regional de Teatro Universitario, La Barranquilla, Colombia, octubre de 2010).
- Premio El Espectador Teatral con Los sueños de la ciudad (2007).
- Premio de Teatro Born con la obra Si un día me olvidaras (2000).
- Accésit al Premio SGAE de Teatro con la obra Los restos Fedra (1998).
- Premio Lope de Vega con la obra Los engranajes (1997).[11]
- Premio Rojas Zorrilla con la obra Los restos: Agamenón vuelve a casa (1996).
- Premio Calderón de la Barca con Los malditos (1994).
- Premio Ciudad de Alcorcón por la obra De la sangre sobre la nieve (1991).

- Ha sido finalista del Premio Nacional de Literatura Dramática en el año 2000.
- Su obra La persistencia de la imagen ha sido producida por el Centro Dramático Nacional (mayo de 2005).

## Publicaciones
Las obras Los malditos, Los engranajes, Los restos: Agamenón vuelve a casa y Los restos Fedra se integran en el ciclo Los esclavos. Todas estas obras han sido publicadas, así como las piezas Oscureció en su furor, Internegativos, Las madres de mayo van de excursión, Calibán, Entremuros 37, Partículas elementales, Te mandaré una carta, Gestas de Papá Ubú, Si un día me olvidaras, Todos los que quedan, El canto de las sirenas, El muro, El procedimiento, El libro de Daniel, Antártida, etc.
La persistencia de la imagen (en su versión breve, 1996) forma parte de la antología Teatro breve entre dos siglos, realizada por Virtudes Serrano para Cátedra Letras Hispánicas, mientras que en su versión extensa y con el título juego de 2 ha sido publicada en el número de otoño de 2008 de la revista Primer Acto. También ha participado en otras antologías, entre ellas, Teatro breve español, coordinada por Francisco G. Carbajo para Clásicos Castalia (2013) y Antología de comedia y humor (2014) para Ediciones Irreverentes. 
Sus textos han sido traducidos en varios idiomas y representados en países como Estados Unidos, Rusia, Hungría, Portugal, Argentina, Rumanía, Italia, Brasil, Costa Rica, Colombia, Venezuela, etc.

## Obra audiovisual
Ha escrito y dirigido para cine los cortometrajes Dafne y el árbol (1987), Bajo la arena (1992) y Bajomonte (1993). 
Ha dirigido y realizado para TVE numerosos documentales y dramáticos para programas como Documentos TV, Informe semanal, Noche Temática ARTE, 2.MIL (La aventura del saber), etc. Ha sido director y guionista de programas como la serie documental divulgativa sobre Internet y Nuevas Tecnologías Info 21 (La Aventura del Saber 2003) y el programa de documentales culturales especiales Extras (2009-2010). Realizó Cine de barrio entre 2012 y 2015, con Concha Velasco como presentadora, y en  2021-2023, con Alaska.
Entre sus trabajos documentales destacan la realización de Los Balleneros del Norte,  Los Oficios de la Cultura, 24 horas en la vida de Querejeta (2013), José Luis Gómez, La máscara y la palabra (2016). 
Ha sido realizador de Los conciertos de Radio 3 (2008). 
Desde 2007 es parte del equipo de Los conciertos de la 2, realizando conciertos de agrupaciones como la Orquesta Sinfónica de RadioTelevisión Española, Orquesta Nacional de España, Orquesta Sinfonietta y Orquesta Sinfónica de la Escuela Superior de Música Reina Sofía, Orquesta Sinfónica de Euskadi, Joven Orquesta Nacional de España, Sax-Ensemble, Trío Arbós, Cuarteto Casals, Balthasar-Neumann-Ensemble, Kantika Korala, La Folía, Orquesta Barroca de Sevilla, PROYECTO veinte21, Petits chanteurs de Saint-Marc, etc. Con solistas como Joaquín Achúcarro, Maria João Pires, Katia y Marielle Labèque, Javier Perianes, Jan_Lisiecki, Sol Gabetta, Steven Isserlis, Asier Polo, Truls Mørk, Pablo Ferrández, Gerhild Romberger, Juanjo Guillem, Nemanja Radulovic, Joshua Bell, María José Montiel, Carlos Mena, Leticia Moreno, Judith Jáuregui, Josu de Solaun, Pasión Vega, José Manuel Zapata]]. Directores como Rafael Frühbeck de Burgos, William Christie, Zubin Mehta, Leopold Hager, 
Christoph Eschenbach, Enrique García Asensio, Helmuth Rilling, Adrian Leaper, Josep Pons, Walter Weller, Günther Herbig, José Luis Temes, Peter Eötvös, Semyon Bychkov, James Conlon, Vasili Sinaiski, Juanjo Mena, Ingo Metzmacher, Pinchas Steinberg, Miguel Ángel Gómez Martínez, Carlos Kalmar, Rubén Dubronvsky, Ivor Bolton, José Ramón Encinar, Miguel Ángel Gómez Martínez, Pablo Heras-Casado, Pablo González, Christoph König, Javier Salado, Joan Cerveró, Víctor Pablo Pérez, Maximiano Valdés, Baldur Brönninann. Y artistas de jazz, como Eddie Palmieri, Arturo Sandoval, Gonzalo Rubalcaba, Omar Sosa, Alain Pérez, Antonio Serrano, etc.

## Obras de teatro
- De la Sangre sobre la nieve. Premio de Teatro Ciudad de Alcorcón 1991. En un refugio aislado de montaña, se juntan un hippie cuarentón, una chica que lo tiene todo muy claro y un terrorista.
- Tábano y la Araña (1991). Tábano en un joven hombre de la calle que ha caído en la trampa de Calima, una rica mujer madura que le utiliza como juguete sexual.
- Las madres de Mayo van de excursión (1993). Antes y después de la Gran Bomba. Un viejo busca a su hijo. A su alrededor, un mundo enloquecido y burlón.
- Los malditos. Premio Nacional de Teatro Calderón de la Barca 1994.

- Los engranajes (1995). Premio Lope de Vega 1997.

- Calibán (1996). En un mundo subterráneo, ante la Puerta, luminosa, cubierta por un simple lienzo blanco, levemente hinchado por una brisa espectral, los tres actores: el viejo, el aprendiz que mira a la muchacha la cual a su vez solo mira a la Puerta.
- La persistencia de la imagen (1997). Premio José Luis de Alonso a la mejor dirección escénica novel a Carlos Rodríguez por la puesta en escena de este texto en su estreno. Ella es un cuerpo que se alquila por un poco de dinero. Él es el cliente, esconde algo. Ella descubre el miedo.
- Los restos (1996-1997). Es un díptico que tomaría, renovándolos, procedimientos formales de la tragedia griega, al tiempo que su temática acudiría al legado mitológico clásico. Las dos piezas que lo componen parten una del mito de Agamenón y el ciclo de Argos y la otra del de Fedra.

- Las buenas maneras (1997). Una periodista alcanza a destapar las intrigas y suciedades de las esferas del poder.
- Eclipses (1999). Dos amigas se encuentran en la playa, un día de verano. Hilvanando diálogos y situaciones cotidianas y triviales, van aflorando culpas, remordimientos, traiciones.
- Si un día me olvidaras (2000). Premio de Teatro BORN 2000.

- Los sueños de la ciudad (2001). Premio El Espectáculo Teatral. La historia de una venganza. El delirio. Elegir entre el amor y la cordura.
- Oscureció en su furor (2001). Una mujer, una situación de encierro.
- Partículas elementales (2002). Gauss y Bernoulli son dos científicos. El primero, es un hombre, puede que joven. El segundo, una mujer, sin duda atractiva. Ella le propone participar en un experimento demasiado peligroso.
- Gestas de papá Ubú (2004). Crónica y recuento de los viajes, disquisiciones, crímenes y ocurrencias del Señor de las Phynanthas, Autóclasta. Tal como fueron recopilados por el Dr. Faustroll, miembro fundador del Colegio Patafísico. Sobre textos, personajes, situaciones y anotaciones de Alfred Jarry.
- Juego de dos (2005). Texto estrenado en el Centro Dramático Nacional en 2005, con el título La persistencia de la imagen. El cuerpo y el cliente. La fascinación de ver. La impotencia de acercarse al otro.
- Te mandaré una carta (2006). Elena se ha quedado sola en casa. Sus padres y su hermana han desaparecido. Ella observa que no es la única niña del colegio a la que le ocurre lo mismo. Cuando ve que a Alejandro sufre el mismo problema, no lo duda. Lo acoge con ella, para así protegerse ambos del ataque de los narigudos.
- Los que quedan (2007). Ana busca a su padre, que desapareció en un campo de concentración alemán, tras la Guerra Civil. Sus investigaciones le llevan a una casa aislada del Sur de España. Un viejo se esconde tras el nombre de su padre.
- Las últimas guerras (2007). El gran reportero de guerra, testigo del siglo XX, se prejubila, y ha de convivir con la que ha sido su mujer de toda la vida y a la que tanto desconoce.
- Todos los que quedan (2008). Un hombre huye de una ciudad sitiada en plena Guerra Civil. Huyendo de sí mismo, acaba atrapado en una odisea que le hace recorrer la historia europea. Muchos años después, llaman a su casa para exigirle cuentas.
- Cometas (2008). Una muchacha vuela una cometa en un parque. Y un hombre, y una mujer.
- El muro (2008). El hombre, en una residencia de ancianos. Su familia le ha dejado allí, para que se pudra hasta morir. El hombre cada día se planta ante un muro y se queda ahí, quieto. El hombre piensa sobre su pasado. En cómo albergó en su casa a un muchacho inmigrante y confió en él demasiado.
- Fiesta Zombi en el jardín (2010). Chica recién fallecida se enfrenta a hermano aprovechado que se creía feliz por disfrutar del chalet de su hermana muerta, y sobre todo, por su jardín. Y ahora, se la encuentra zombi en el jardín con la intención de hacerse una tumbita confortable bajo el césped.
- xxx @ sex.com (2011). Cruces de identidades, entre la presencia reprimida en la realidad y el deseo desatado en lo virtual. La escisión de un mundo contemporáneo.
- El Canto de las Sirenas (2011). Un equipo de televisión de un programa sobre temáticas paranormales llega a una fábrica que fue súbitamente abandonada. Las tensiones entre los personajes propician la llegada de fenómenos difícilmente explicables con la razón.
- En tus manos (2012). Una mujer trapecista evoca su vida con su pareja tanto en el trapecio como en su intimidad.
- Memoria de 7 días (2013). La vida de una directora de un programa de televisión se ve alterada por la llegada de un joven indómito, el becario profundo, que citando a Bruce Lee se cree que puede cambiarlo todo y aprovecharse de cualquiera. Pero la memoria de ella solo alcanza a siete días.
- !!! / El Procedimiento (2014). Premio de teatro La Jarra Azul 2013. Dos directivos de una empresa de televisión se encierran para crear un procedimiento para interrogar a sus empleados, buscando una cabeza de turco para un error grave en la transmisión de un partido de final de fútbol, en el que se abucheó al jefe del estado.
- Segunda Estrella (2014). Un bebé congelado. Una calle a oscuras. Un mundo distinto, justo a la vuelta de la esquina sombras de unicornios, dragones sin alas, seres hermosamente monstruosos. Una princesa con el cuerpo equivocado que sólo quiere recuperar una sonrisa.
- Cardenio y el soldado (2016). Premio Francisco Nieva 2016. En un lugar de La Mancha, en un aparcamiento de un motel de carretera el soldado limpia un arma. El resplandor de dos faros de coche deslumbra al muchacho.